# Rue Edmond-Guillout
Rue Edmond-Guillout är en gata i Quartier Necker i Paris femtonde arrondissement. Gatan är uppkallad efter en viss monsieur Edmond Guillou, som ägde den mark, på vilken gatan anlades. Rue Edmond-Guillout börjar vid Rue Dalou 10 och slutar vid Boulevard Pasteur 43–47.

## Omgivningar
- Saint-Jean-Baptiste-de-La-Salle
- Chapelle Saint-Bernard-de-Montparnasse
- Chapelle Notre-Dame-du-Lys
- Place Jacques-et-Thérèse-Tréfouël
- Impasse de l'Enfant-Jésus
- Impasse Ronsin
- Rue Nicolas-Charlet
- Villa de l'Astrolabe

## Bilder
| - Gatuskylt. - Saint-Jean-Baptiste-de-La-Salle. - Chapelle Saint-Bernard-de-Montparnasse. - Place Jacques-et-Thérèse-Tréfouël. |

## Kommunikationer
- Tunnelbana – linjerna   – Pasteur
- Tunnelbana – linje  – Falguière
- Busshållplats Pasteur – Falguière – Paris bussnät

### Webbkällor
- ”Rue Edmond-Guillout”. Mairie de Paris. https://web.archive.org/web/20160303211321/http://www.v2asp.paris.fr/commun/v2asp/v2/nomenclature_voies/Voieactu/3155.nom.htm. Läst 6 december 2023.
- ”Rue Edmond-Guillout (15ème arrondissement)”. Les rues de Paris. https://web.archive.org/web/20160409001608/http://www.parisrues.com/rues15/paris-15-rue-edmond-guillot.html. Läst 6 december 2023.